# Vườn quốc gia Canaima

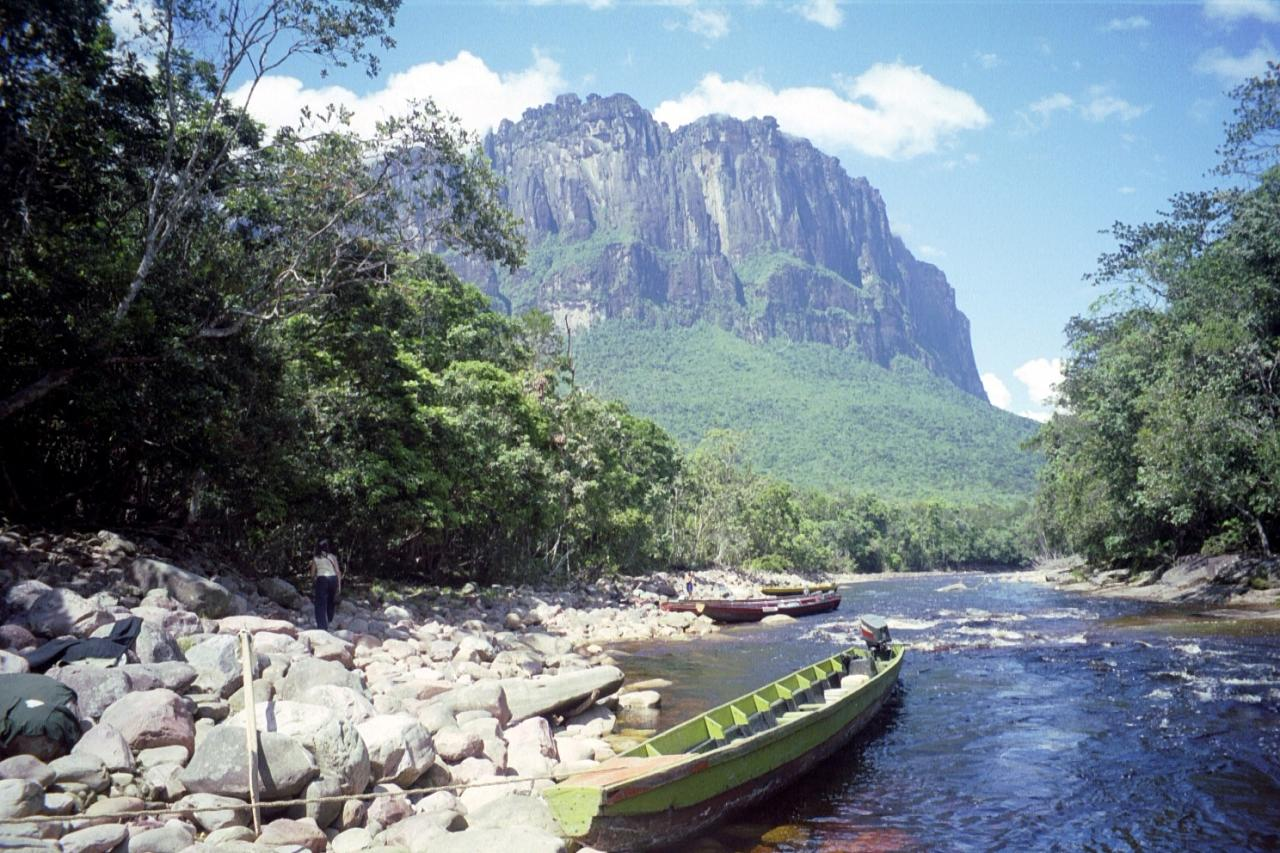
Canaima, Venezuela.

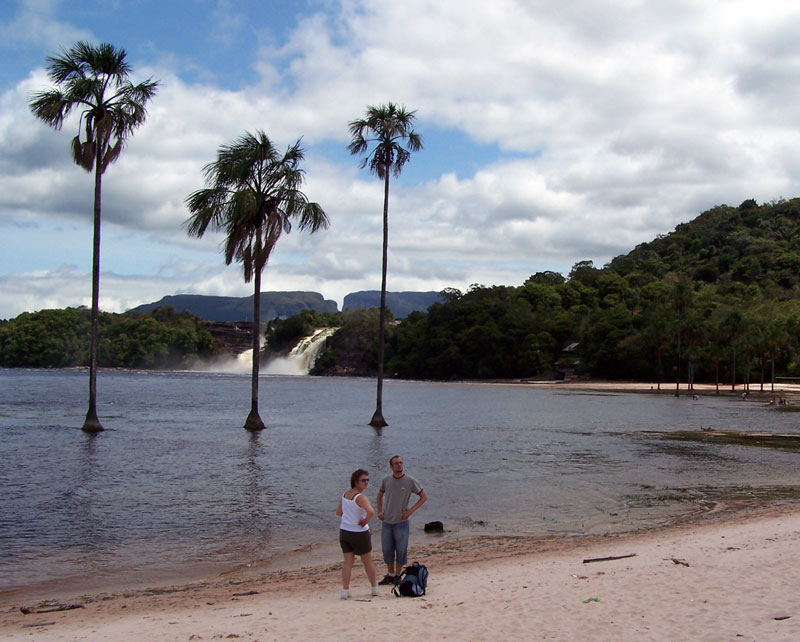
Du khách ở phá Canaima.

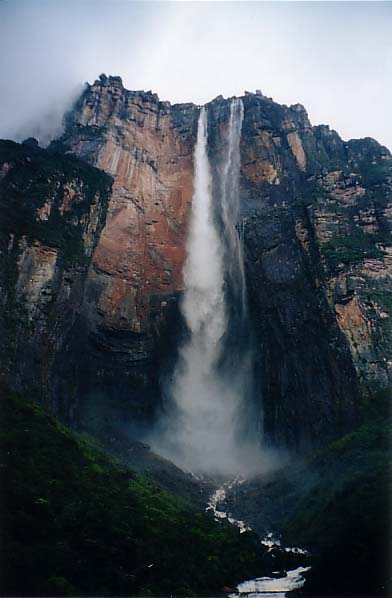
Thác Angel là thác cao nhất thế giới.

Vườn quốc gia Canaima (tiếng Tây Ban Nha: Parque Nacional Canaima) là vườn quốc gia nằm ở phía đông nam Venezuela. Với diện tích 30.000 km2 (12.000 dặm vuông Anh), vườn quốc gia này nằm ở bang Bolívar và kéo dài đến biên giới Guyanna và Brasil.

## Lịch sử
Vườn quốc gia Canaima được thành lập vào ngày 12 tháng 6 năm 1962 và là vườn quốc gia có diện tích lớn thứ hai tại Venezuela, sau Parima Tapirapecó đồng thời là vườn quôc gia có diện tích lớn thứ sáu thế giới, tương đương với kích thước của nước Bỉ hoặc tiểu bang Maryland. Đầu năm 1990, vườn quốc gia này được khuyến nghị mở rộng về phía nam để kết nối với Vườn quốc gia Monte Roraima phối hợp để nghiên cứu, bảo tồn và quản lý du lịch. Năm 1994, vườn quốc gia được UNESCO công nhận là Di sản thế giới với cả bốn tiêu chuẩn về thiên nhiên.

## Mô tả
Vườn quốc gia bảo vệ một phần của vùng sinh thái rừng ẩm Cao nguyên Guayana. Khoảng 65% diện tích của nó là những cao nguyên đá được gọi là Tepui. Đây là một loạt các núi hàng triệu năm tuổi với những bức tường thẳng đứng và đỉnh gần như bằng phẳng. Chúng tạo thành một môi trường sinh học độc đáo và cảnh quan địa chất tuyệt vời. Vách đá và thác nước là những cảnh quan ngoạn mục, một trong số đó phải kể đến Thác nước Ángel cao 1.002 mét (3.287 ft) là thác nước cao nhất thế giới. Trong khi đó, các Tepui nổi tiếng nhất trong vườn quốc gia gồm Roraima và Auyántepui. Các ngọn núi này là đá sa thạch có từ thời kỳ mảng Nam Mỹ và châu Phi là một phần của siêu lục địa.
Vườn quốc gia này là nơi sinh sống bản địa của người Pemon, một phần của nhóm dân tộc nói tiếng Carib. Pemon có mối quan hệ thân mật với các Tepui, và tin rằng đó là nhà của những linh hồn 'Mawari'. Vườn quốc gia này tương đối xa các khu dân cư lớn, chỉ có một vài đường kết nối đến các thị trấn. Hầu hết vận tải trong vườn quốc gia được thực hiện bằng máy bay hạng nhẹ, hoặc đi xuồng hoặc đi bộ. Người Pemon đã phát triển một số khu trại cơ bản và sang trọng, chủ yếu là nơi tham quan của khách du lịch từ khắp nơi trên thế giới.

## Động thực vật
Vườn quốc gia là nơi có hơn 200 loài thực vật đặc hữu chỉ có ở Gran Sabana bao gồm một số loài của chi Achnopogon, Chimantaea, Quelchia, Tepuia, Mallophyton, Adenanthe. Trong khi đó, hệ động vật đa dạng phân bố khắp vườn quốc gia tùy theo độ cao và môi trường. Một số loài đáng chú ý gồm Tatu khổng lồ, Rái cá lớn, Thú ăn kiến khổng lồ, Báo sư tử, Báo đốm, Lười hai ngón Nam Mỹ, Khỉ Saki mặt trắng, Khỉ Saki râu lưng nâu, Chuột Roraima, Chồn Opossum Tyler, Đại bàng Harpy, Vẹt đuôi dài vai đỏ, Vẹt sẫm, Chim ruồi, Chim Toucan, Cự đà xanh.